# Las dos torres
Las dos torres (titulado originalmente en inglés: The Two Towers) es el segundo volumen de la novela de fantasía heroica El Señor de los Anillos, del escritor británico J. R. R. Tolkien. La Comunidad del Anillo precede a este volumen, y a su vez continúa en El retorno del Rey. La versión original en inglés fue publicada en 1954; y su traducción al español fue llevada a cabo por Matilde Horne y Luis Domènech para Ediciones Minotauro y finalmente publicada en noviembre de 1979.
La historia transcurre dentro del universo ficticio de la Tierra Media, y en ella se continúa la narración de las aventuras de los protagonistas de La Comunidad del Anillo: la muerte de Boromir, el secuestro de Merry y Pippin por los orcos de Saruman y su posterior huida, las batallas de Aragorn, Legolas y Gimli en el Oeste en contra de los ejércitos del señor oscuro y el viaje de Frodo y Sam hacia el Este, cruzando las tierras controladas por el enemigo para llegar al Monte del Destino y destruir el Anillo Único.

## Título
El Señor de los Anillos se compone de seis «libros», además de una introducción, un prólogo y seis apéndices, en un principio la novela iba a ser publicada en 3 tomos separados, pero a raíz de la escasez y costo de papel después de la Segunda Guerra Mundial los Libros III y IV fueron publicados en un mismo tomo.
Tolkien escribió: «Las dos torres fue lo más cercano a encontrar un título adecuado para dos volúmenes tan distintos como los son el III y IV, y ser lo menos ambiguo posible», en esta etapa, Tolkien planeaba ponerle título a cada "Libro", el nombre propuesto para el libro III era: "La Traición de Isengard", para el Libro IV se tenían dos posibles títulos, bien "El viaje de Los Portadores del Anillo" o "El Anillo va al Este"
Los títulos de La Traición de Isengard y El Anillo va al Este se utilizaron en la Edición del Milenio.
En cartas dirigidas a Rayner Unwin, Tolkien consideró nombrar a los dos torres como las torres Orthanc y Barad-dûr, Minas Tirith y Barad-dûr, u Orthanc y la Torre de Cirith Ungol, sin embargo, un mes más tarde, escribió una nota publicada al final de La Comunidad del Anillo, y más tarde sacó una ilustración de la portada que tanto identifica a la pareja como Minas Morgul y Orthanc.
En la adaptación del director Peter Jackson de Las Dos Torres se indica que el título se refiere a las torres de Barad-dûr, en Mordor y Orthanc en Isengard. En el diálogo escrito para la película, El Hechicero Saruman, dice:
 "El mundo está cambiando. ¿Quién tiene ahora la fuerza para luchar contra los ejércitos de Isengard y Mordor? ¿Para enfrentar el poder de Sauron y Saruman... y la unión de las dos torres? Juntos, mi Señor Sauron... Reinaremos esta Tierra Media.
En diferentes tráileres de la película, la voz en off de Mithrandir y Galadriel directamente identifican a las dos torres como las de Barad-dûr y Orthanc.

La torre de Barad-dûr.

## Estructura
Debido a que Las Dos Torres es la parte principal de una novela más extensa, su estructura difiere de la de una novela común, comienza y termina abruptamente, sin introducción de personajes, explicaciones de los principales elementos de la trama, o un final concluyente.
Esto es característico de la secuencia de clasificación de la novela técnica, no de una serie de libros (a pesar de este volumen y los otros dos no son novelas individuales por sí mismas).
La primera parte sigue los caminos divergentes de varios personajes importantes de La Comunidad del Anillo (Aragorn, Legolas, Gimli, entre otros), pero no dice nada de su personaje central (Frodo) ni su acompañante (Sam), de cuyos destinos dependen mucho, esto permite al lector a participar en el suspenso y la incertidumbre de los personajes.
La segunda parte se centra en el viaje de Frodo con el Anillo hacia el Orodruin para destruirlo, debido a que el Anillo de Sauron solo puede ser destruido en el lugar donde fue creado.

## Resumen de la trama

### Libro III:La traición de Isengard
Aragorn se encuentra buscando a Frodo cuando escucha de repente el llamado del cuerno de Boromir. Es entonces cuando acude al llamado sólo para encontrar recostado contra un árbol y moribundo al primogénito de Denethor,. Este había sido herido de muerte por numerosas flechas, no sin antes dar una lucha titánica. Los asaltantes sobrevivientes habían huido llevándose consigo a los Hobbits Merry y Pipin.
Las últimas palabras de Boromir fueron hacia Aragorn, diciéndole que había encontrado a Frodo y que había intentado robarle el anillo, pero que realmente estaba arrepentido de ello. También le contó sobre el destino de los otros Hobbits:
Traté de sacarle el anillo a Frodo-dijo-. Lo siento. He pagado. -Echó una ojeada a los enemigos caídos, veinte por los menos estaban tendidos allí cerca. -Partieron. Los Medianos: Se los llevaron los orcos. Pienso que no están muertos. Los orcos los maniataron.
Sus últimas palabras fueron: ¡Adiós, Aragorn! ¡Ve a Minas Tirith y salva a mi pueblo! Yo he fracasado.
El secreto sobre el intento de robar el anillo, Aragorn lo guardó hasta su propio lecho de muerte. Aragorn quedó un momento de rodillas junto a Boromir, tomándole de la mano y llorando, y así lo encontraron los otros dos miembros de la Compañía, Legolas y Gimli, y al ver la imagen quedaron abrumados por el dolor.
Luego, el resto de la compañía, prepara a Boromir y lo envía por el río Anduin en un barco funeral, uno de los mismos barcos que habían recibido en Lórien..La compañía tuvo que recurrir a esto ya que los métodos habituales de sepultura requerirían más preparación y tiempo, y tenían que decidir si ir en busca de Frodo o de los raptados. Luego se decidieron por esta última alternativa y salieron en caza de los secuestradores.

Después de unos días siguiendo a los Uruk-hai, llegan al país de Rohan donde se encuentra con Eomer, el sobrino del Rey de Rohan, Théoden. Este les interroga y les dice que hace dos noches habían alcanzado al grupo de los Uruk-hai y que al alba del día anterior iban librado la batalla de la cual no quedó ningún sobreviviente. Entonces les presta dos caballos para seguir su marcha, ya que insisten en inspeccionar el terreno para averiguar la suerte de sus compañeros. Una vez allí descubren que los hobbits lograron escapar internándose en el bosque de Fangorn. 

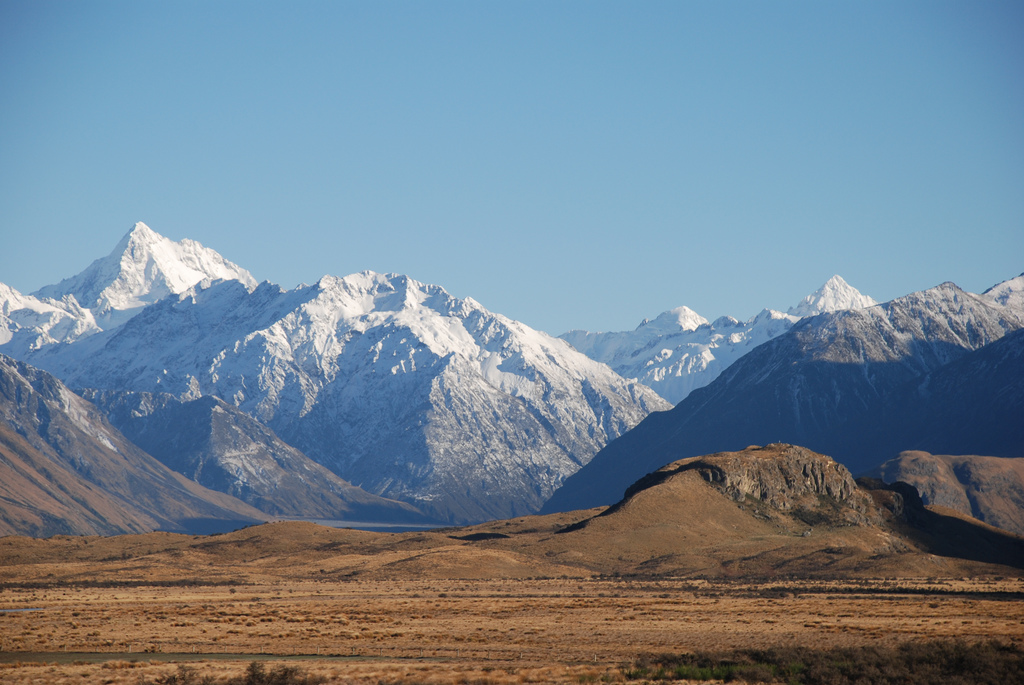
Tierras de Edoras, la capital de Rohan.

Meriadoc Brandigamo y Peregrin Tuk que habían escapado al cercano Bosque de Fangorn, se encuentran con un gigante con apariencia de árbol, llamado Bárbol. Este ser es un Ent, Un guardián de los bosques, por lo general los Ents se mantienen ocupados en sus asuntos, pero con ayuda de los hobbits, Bárbol logra convencer a los demás Ents del bosque para que se enfrenten a Saruman, el cual ha talado gran cantidad de árboles para alimentar los hornos de Isengard, los cuales se están usando para crear un gran ejército y arremeter contra los Rohirrim.
Aragorn y sus dos compañeros, se internan en el bosque para buscar a los medianos y se encuentran con Gandalf al cual confunden con Saruman debido a que ellos creían que Gandalf había perecido luchando con un Balrog en Khazad-dûm.
Él les habla de su batalla con el Balrog (La Batalla de la Cima) y de su resurrección como Gandalf "El Blanco", los cuatro viajan entonces a la capital de Rohan, Edoras, para ver al Rey Théoden. Allí encuentra a un envejecido Rey, dolido por la muerte de su hijo y hechizado por las mentiras de su consejero, Gríma, el cual es un espía de Saruman.
Gandalf le libera de su hechizo y en el proceso Lengua de serpiente es desterrado del Reino y Eomer es liberado de prisión, ya que había sido encarcelado por su incursión contra los Uruk-hai por consejo de Gríma. Théoden en agradecimiento le regala a Gandalf el caballo Sombragrís, el cual había tomado antes en préstamo al escapar de Saruman.
Aragorn, Legolas y Gimli viajan con el Rey de la Marca y su ejército hacia Cuernavilla, en el valle del Abismo de Helm, para reunir todas las fuerzas posibles y hacer frente al ataque de Isengard, ya que ningún enemigo había puesto pie dentro de Cuernavilla y era un sitio ideal donde resistir un sitio.
Gandalf por su parte se separa del grupo en Edoras, para recorrer los Vados del Isen y dirigir a cualquier compañía dispersada hacia Cuernavilla. Es allí donde encuentra a Erkenbrand, y con este y casi mil hombres a pie que estaban a su mando dirige a los refuerzos al Abismo de Helm, donde ahora Cuernavilla se encuentra sitiada por el ejército de Saruman, esta batalla sería llamada luego como Batalla de Cuernavilla.
Luego de vencer, Gandalf, los otros y el Rey de la Marca se dirigen hacia Isengard para hablar con Saruman. Encuentran la ciudad totalmente destruida y en parte inundada, ahora en control de los Ents, ya que Saruman había enviado a su ejército completo a asediar Cuernavilla sin dejar apenas defensas en su propia ciudad. Los Ents encontraron poca o ninguna resistencia y destruyeron e inundaron la ciudad, confinando a Saruman a la Torre de Orthanc de donde no puede escapar por la inundación, pero a la cual los Ents no pueden entrar ni destruir por más que lo intenten.
Es allí, en Isengard, donde ocurriría al fin el feliz encuentro de Aragorn y con sus compañeros hobbits, Merry y Pippin.
Mithrandir habla con Saruman y le ofrece una oportunidad para arrepentirse por sus actos, pero este se niega, por lo que Gandalf lo expulsa de la orden a la que pertenecen y del Concilio Blanco, rompiendo su vara en el proceso.
Lengua de serpiente, que se encontraba en ese momento con Saruman en la Torre, arroja algo hacia Gandalf pero falla, este objeto es recogido por Pippin, pero es rápidamente arrebatado de sus manos por Gandalf, este objeto resultaría ser uno de los Palantir.
Pippin, incapaz de resistir la tentación, roba más tarde el Palantir y se mira en él. Allí observa la tierra de Mordor y es interrogado por el mismísimo Sauron. Sin embargo sale indemne del interrogatorio. Gandalf y Pippin viajan entonces apresuradamente en dirección a Minas Tirith, en Gondor, para preparar todo contra la inminente guerra contra Mordor, mientras Théoden y Aragorn se quedan atrás para comenzar la tarea de reunir al ejército de Rohan, para cabalgar luego en ayuda de Gondor.

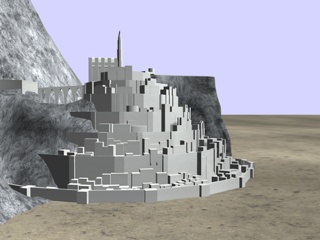
La ciudad de Minas Tirith, capital del Reino de Gondor.

### Libro IV: El Anillo viaja al Este
Frodo Bolsón después de escapar de Boromir se dirige al lugar donde desembarcaron, toma un barco y emprende su camino solo hacia Mordor, pero en un momento escucha que Samsagaz Gamyi ha adivinado su plan y empeñado en acompañarlo se arroja al Rauros para alcanzarlo, Sam no sabe nadar por lo que casi se ahoga, Frodo le ayuda a subir al bote y ambos emprenden el camino hacia la Montaña del destino.
En su camino descubren que la criatura Gollum les está siguiendo y en una maniobra le capturan, Sam desconfía mucho de Gollum, pues este al ser apresado promete servirles de guía hasta las Morannon, las puertas negras que custodian la entrada al país oscuro, además de sufrir un cambio de actitud, mostrándose servil y alegre, por un tiempo parece que el cambio es sincero y Gollum se comporta como un verdadero aliado de los hobbits.
Después de algunas jornadas de viaje, Gollum les conduce por un camino secreto a través de la Ciénaga de los Muertos para evitar ser detectados por los orcos, Frodo y Sam ignoran que ese fue el lugar en que se libró la Guerra de la Última Alianza, en ese lugar se pueden ver Fuegos Fatuos y los rostros de los caídos (elfos, humanos y orcos) entre la ciénaga.

Al llegar a las puertas negras, Gollum convence a los hobbits de no intentar entrar por allí, ya que las Morannon representan un obstáculo infranqueable, así que les dice que conoce otro camino sin vigilancia y les conduce hacia allí. 

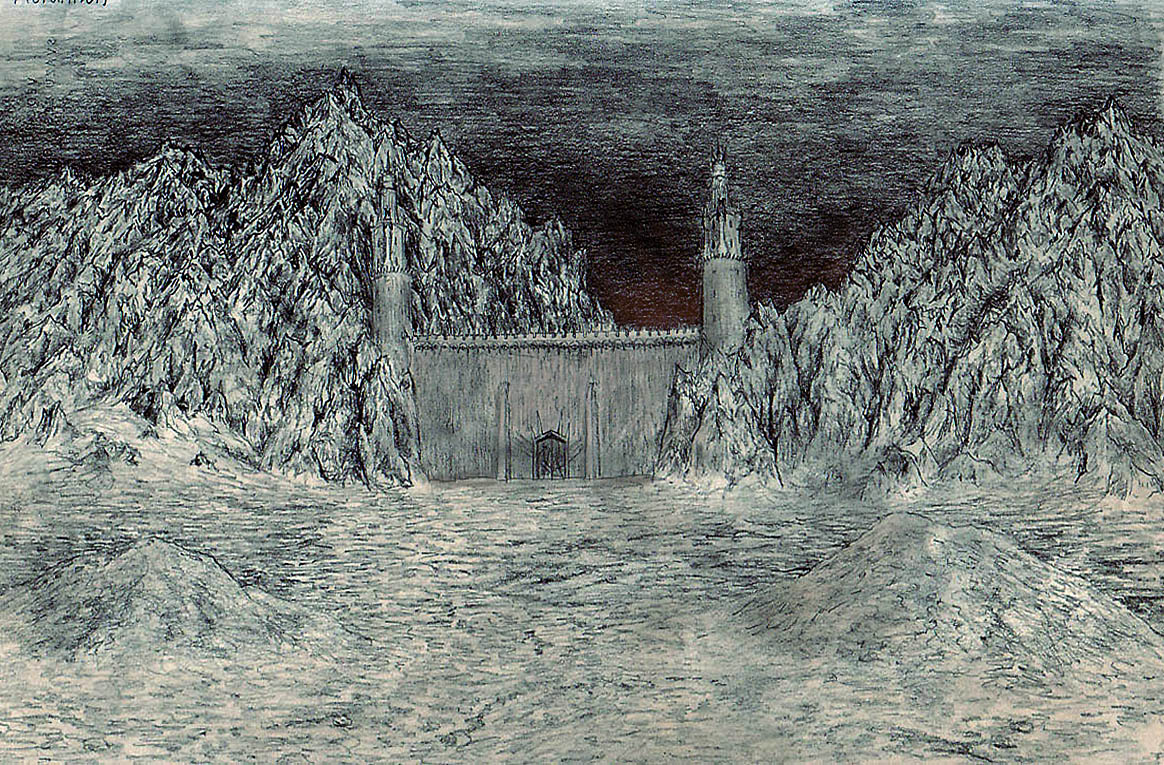
Las Morannon, las puertas negras de Mordor.

Es en esta travesía en que atraviesan el país de Ithilien, el jardín de Gondor, el cual solo hasta hace poco fue tomado por el Enemigo y aún conserva su belleza, es en este país donde los hobbits se encuentran con Faramir, el hermano menor de Boromir.
Este captura a los hobbits en medio de una campaña contra los hombres de Harad, Faramir habla con los hobbits y les informa de la muerte de Boromir, luego les conduce hacia Henneth Annûn, allí por accidente Sam le revela a Faramir que Frodo porta consigo el Anillo Único, pero Faramir, una persona tan distinta a su hermano, no es tentado por el anillo, por lo que Frodo le revela el plan de destruir el Anillo.
Esa noche Gollum es capturado mientras pescaba cerca de donde se encontraban Frodo y los demás, la condena por la intrusión es la muerte, pero Frodo interviene por Gollum y consigue evitar tal destino, a la mañana siguiente prosiguen su camino hacia el camino secreto de Gollum, pero antes Faramir les advierte que este no está diciendo toda la verdad sobre aquel paso secreto al que los dirige.

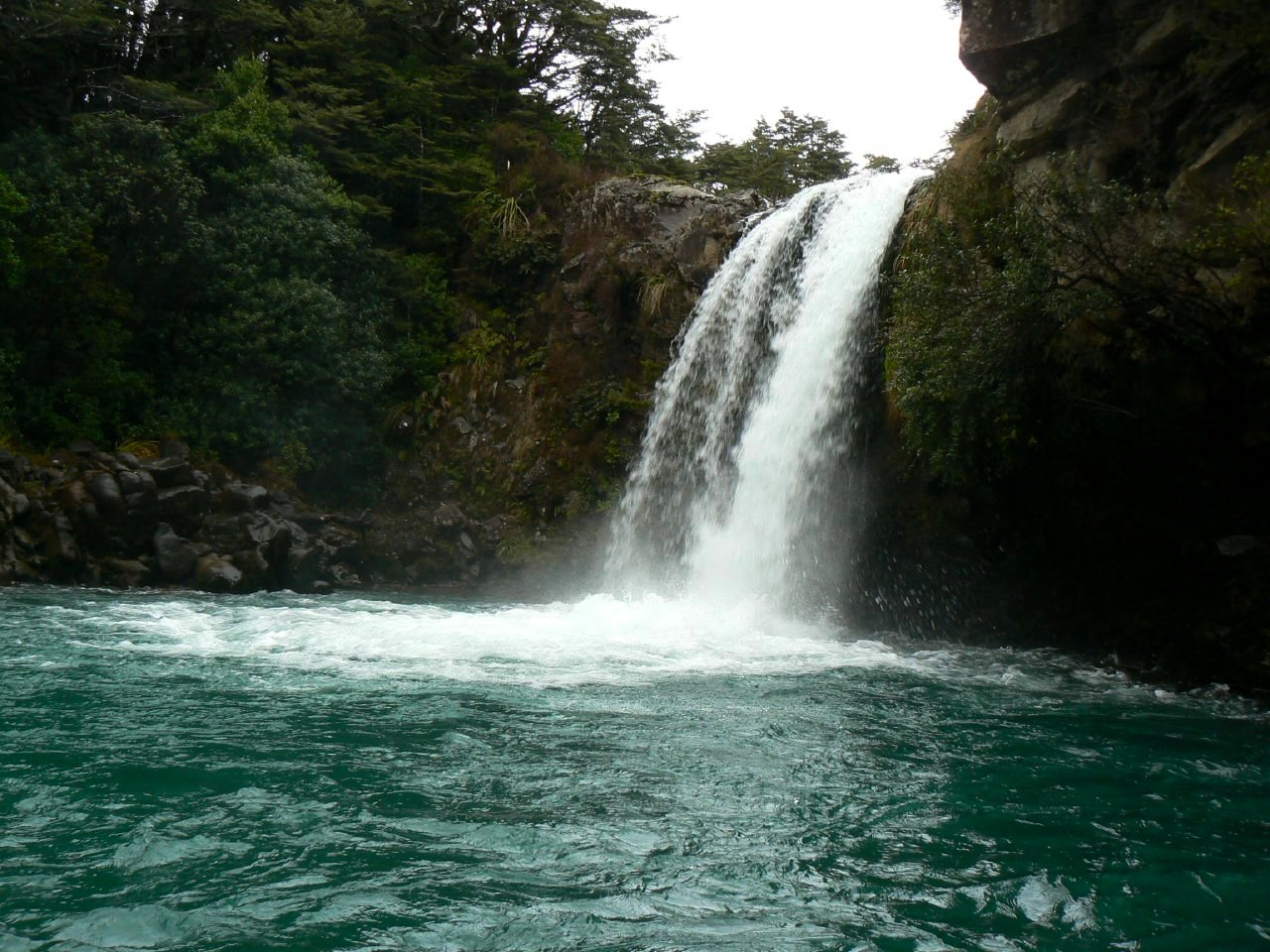
El lugar donde Gollum pescaba cerca de Henneth Annûn.

Gollum los lleva más allá de la ciudad de Minas Morgul, y por una escalera larga y empinada, hasta alcanzar la Torre de Cirith Ungol, en lo alto de las Ephel Dúath, es allí donde cruzan por Cirith Ungol, el antro de Ella-Laraña, un ser con forma de araña gigante que solo desea alimentarse y la destrucción de mundo, la trampa planeada por Gollum era internarlos en Cirith Ungol, en donde la oscuridad y la fetidez nublan los sentidos, Sméagol esperaba que Ella-Laraña devorara a los hobbits y recuperar el Anillo de los huesos de Frodo.
Pero todo salió mal cuando el Frasco de Galadriel alumbro la eterna oscuridad de Cirith Ungol, cegando a Ella-Laraña, la cual huía de la luz, los hobbits con ayuda de este objeto y de Dardo lograron escapar del antro de la araña, sin embargo Ella-Laraña sorprende a Frodo saliendo de una de sus muchas cavernas y le inyecta un veneno paralizante, Sam que estaba detrás de su amo no fue atacado porque estaba en ese momento en posesión del Frasco de Galadriel, pero contempló con horror la escena que se dibujó frente a sus ojos, Gollum atacó a Sam por la espalda, pero este al ver a su amo en peligro logra desembarazarse rápidamente de Gollum provocando su huida, pero al ir en ayuda de su amo lo encuentra tirado en el suelo y con Ella-Laraña al lado, sirviéndose de una furia y suerte increíble, Samsagaz Gamyi, hobbit de la Comarca, logra hacer que Ella-Laraña se clave ella misma a Dardo cuando intentaba aplastar al hobbit, lo cual logra hacerla huir.
Después de ver a Frodo inmóvil y pálido, Sam asume que Frodo está muerto y se debate perseguir a Gollum y abandonar la misión en favor de la venganza, Sam decide continuar con la misión que le fue encomendada a su amo y toma el Anillo, convirtiéndose así en uno de los portadores del Anillo, Pero cuando los Orcos toman el cuerpo de Frodo, Sam les sigue y descubre que Frodo no está muerto, sólo inconsciente y paralizado, y ahora es un prisionero. El libro termina con la frase: "Frodo vivía, pero prisionero del Enemigo".

## Capítulos

### Libro III
| Las dos torres |
| --- |
| - I - La partida de Boromir - Aragorn Encuentra a Boromir atravesado por múltiples flechas y se entera de que los orcos han secuestrado a los hobbits. Boromir Muere, y su cuerpo es enviado río abajo en una barca funeraria. Aragorn, Legolas y Gimli deciden seguir a los Orcos para rescatar a sus amigos hobbits secuestrados. - II - Los jinetes de Rohan - Siguen el camino de los orcos y encuentran varias pistas sobre qué pasó con los hobbits. Entonces se encuentran una compañía de ròhirrims dirigidos por Eomer, que les dice que el y sus jinetes habían destruido los orcos sin dejar a nadie con vida. - III - Los Uruk-hai - Este capítulo comienza explicando la historia de Merry y Pippin cuando son secuestrados por los orcos. Los orcos acampan cerca de Fangorn, y los hobbits se escapan hacia el bosque. - IV -Bárbol - Merry y Pippin conocen en el bosque de Fangorn a un Ent, Bárbol. Este los lleva a su madriguera y habla con ellos. Luego, durante la Asamblea de los Ents, conocen a otro llamado Brelegard, apodado Ramaviva en la Lengua Común. En la asamblea los Ents, se decide atacar Isengard en represalia por los bosques talados por Saruman. - V - El Caballero Blanco - El capítulo vuelve con la historia de Aragorn, Legolas y Gimli, que descubren señales que los hobbits se escaparon de los orcos hacia el bosque. Conocen un hombre viejo, que al principio creen que es en Saruman, pero que en realidad es en Gandalf. Entonces van a Edoras, la capital Rohan. - VI - El Rey del palacio de oro - Los cuatro llegan a Edoras y hablan con el Rey Théoden, que estaba mental y físicamente enfermo a causa de los hechizos de su consejero, Lengua de Serpiente. Este escapa de Edoras cuando Gandalf libera del hechizo al Rey y revela que lengua de serpiente era un espía de Saruman. - VII - El Abismo de Helm - Aragorn, Legolas y el Gimli llegan en la Abismo de en Helm junto con el ejército de Rohan para defender a su gente de los ataques de Saruman. Finalmente el ejército de Saruman es derrotado. - VIII - El camino de Isengard - Viajan hacia Isengard, y ven que ha sido destruida por los Ents y que Saruman es prisionero de esto. Encuentran a Merry y Pippin. - IX - Restos y Despojos - Los dos hobbits explican, en medio de las ruinas de la fortaleza de Saruman, como los Ents atacaron y destruyeron Isengard. - X - La voz de Saruman - Saruman tiene una voz muy persuasiva, que utiliza para tener dominados a Théoden y los otros hasta que Gandalf lo expulsa de la orden de los magos. Lengua de Serpiente tira un objeto duro fuera de la torre, que por poco no golpea a Gandalf. Este objeto era un Palantir(la piedra por donde Saruman se comunicaba con Sauron). - XI - El Palantir - Pippin coge el Palantir y es interrogado por Sauron. Gandalf le explica lo que es el Palantir y marchan hacia Gondor montados en Sombragrís. |

### Libro IV
| El Anillo va al Este |
| --- |
| - I - Sméagol domado - Gollum se une con Frodo y Sam, después de que Sam lo capturara. - II - A través de las Ciénagas - Atraviesan las Ciénagas de los Muertos, y evitan ser detectados por un Nazgûl Alado. - III - La puerta negra está cerrada - Llegan a las puertas de Mordor, pero Gollum les convence de no entrar por allí e ir hacia el sur, en busca de un camino "secreto que el conocía. - IV - Hierbas aromáticas y guiso de conejo - Llegan a la región de Ithilien. El título se refiere a los conejos que caza Gollum y cocina Sam, el humo del fuego hace que los vean los hombres de Gondor liderados por Faramir. También ven un ataque de los soldados de Gondor contra los hombres de Harad, y llegan a ver a un olifante. - V - Una ventana al Oeste - Frodo y Sam son capturados por los hombres de Faramir y conducidos a Henneth Annûn. Frodo se entera allí de la muerte de Boromir y de que Faramir es su hermano menor. - VI - El estanque vedado- Faramir le enseña a Frodo que han encontrado a Gollum en el estanque prohibido. Frodo les dice a los hombres de Faramir, que no ataquen a Gollum y estos entonces le capturan. - VII - Viaje a la Encrucijada - Frodo, Sam y Gollum dejan a Faramir. Viajan hacia la encrucijada al este entre Osgiliath y Minas Morgul, por la carretera de norte a sur desde la Puerta Negra hasta las tierras del sur, donde ven la estatua de un rey decapitado. - VIII - Las escaleras de Cirith Ungol - Suben las escaleras de Cirith Ungol y ven un ejército saliendo marchando de Minas Morgul. - IX - El antro de Ella-Laraña - Los dos hobbits se encuentran con Ella-Laraña, pero logran escapar, solo para que Frodo sea inyectado por el veneno de Ella-Laraña al poco tiempo de salir de la cueva, Sam lucha primero con Gollum que le ataca desde atrás y luego con la araña, sale vencedor en ambos casos pero cree que Frodo ha muerto y toma el Anillo para continuar la misión. - X - Las decisiones de Maese Samsagaz - Frodo es capturado por los orcos. Sam les escucha como hablan, invisible tras colocarse el Anillo, y así se entera de que Frodo todavía está vivo, Entonces decide Rescatarlo. |

## Recepción por la crítica
The New York Times hizo un análisis positivo del libro, calificándolo de «Un trabajo extraordinario con emoción a raudales, narrativa sin trabas, calor moral, descaradamente bello, pero ante todo emocionante».
Sin embargo, Anthony Boucher señaló que Las dos torres «Demanda de una paciencia excesiva de sus lectores» con pasajes que «podrían ser reducidas, sin afectar su forma o contenido»; aunque acabó prodigando elogios sobre el volumen, diciendo que «Ningún escritor salvo E. R. Eddison había logrado crear tan satisfactoria y convincentemente su propia mitología, haciéndola tan intensamente vívida».

## Adaptaciones

### Radio
En noviembre de 1955 BBC Radio comenzó la emisión para el Reino Unido de un serial radiofónico de El Señor de los Anillos, resumido en doce episodios. Este serial de radio es la primera dramatización de El Señor de los Anillos que se conoce, pues el tercer volumen de la novela, El retorno del Rey, se acababa de publicar en octubre del mismo 1955. La emisión se llevó a cabo en dos tandas de seis episodios cada una (la primera en noviembre y diciembre de 1955 y la segunda en los mismos meses de 1956). La sección de Las dos torres fue resumida en los tres primeros episodios de la segunda tanda, titulados «Fangorn», «Rohan and Isengard» e «Into the Dark»; y emitidos los días 19 y 26 de noviembre y 2 de diciembre de 1956). Aunque Terence Tiller, que adaptó y produjo ambas partes del serial, se escribió con Tolkien en busca de consejo para la adaptación de la segunda, al contrario de lo que había hecho con la primera, se vio obligado a resumir Las dos torres en la mitad de tiempo que La Comunidad del Anillo, por lo que todo el material de este volumen, y en particular los diálogos, fue severamente recortado para disgusto de Tolkien. Tolkien comentó esta adaptación de su obra en varias de las cartas posteriormente recopiladas por Humphrey Carpenter y publicadas en 1981 con el título Las cartas de J. R. R. Tolkien, y su opinión sobre ella fue, en general, tremendamente negativa, aunque sea cierto que contribuyó en gran medida a publicitar y difundir los libros. No se conserva grabación alguna de estas emisiones, por lo que se considera un material completamente perdido.
La segunda adaptación radiofónica de la novela fue emitida en los Estados Unidos en 1979 por la National Public Radio, escrita por Bernard Mayes y producida por The Mind's Eye es una versión condensada de la historia (a pesar de durar más de once horas en 24 capítulos), que subraya el diálogo por encima de la descripción. Por sus limitaciones presupuestarias y de plazos, además de otros motivos, se considera generalmente una grabación de mala calidad. Ha sido publicada en diversos formatos: desde cinta de casete hasta, más recientemente, CD y mp3.
Una última adaptación fue emitida en 1981, de nuevo para el Reino Unido por la BBC Radio. Jane Morgan y Penny Leicester se encargaron de la dirección y producción, mientras que los guiones fueron escritos por Brian Sibley y Michael Bakewell. Si bien estos siguen la historia del libro en casi todos los aspectos, el propio Sibley dijo que «no hay forma de acercarse exitosamente a la presentación dramática de esta historia». La novela fue dividida en veintiséis episodios con una duración aproximada de media hora cada uno. La adaptación fue reeditada al año siguiente, agrupando los episodios en tan sólo trece de una hora de duración. En 2002, alentada por el éxito de la trilogía cinematográfica de El Señor de los Anillos dirigida por Peter Jackson, la BBC editó ligeramente la adaptación y la emitió de nuevo, publicándola también en casete y CD.

### Cine
Algunos de los eventos de Las dos torres se narran, junto con la totalidad del argumento de La Comunidad del Anillo, en la película animada de 1978 dirigida por Ralph Bakshi y titulada El Señor de los Anillos, a pesar de no ser una adaptación de la novela completa.
En 2002 se estrenó la película El Señor de los Anillos: las dos torres, dirigida por Peter Jackson. Aunque las tres películas dirigidas por Peter Jackson difieren de los libros, Las dos torres, podría decirse, contiene las alteraciones más importantes:
tanto ésta como la siguiente película, El retorno del Rey, abandonaron la narración en paralelo del volumen en favor de una presentación más cronológica. Los acontecimientos más tardíos de Las dos torres que involucran a Frodo y Samsagaz Gamyi fueron filmadas para El retorno del Rey de Jackson, otros cambios importantes se hicieron en la trama, en parte para dar a cada uno de los personajes de trasfondo en la historia que podría desarrollar y cambiar. Jackson utilizó el primer capítulo del volumen para cerrar la adaptación de La Comunidad del Anillo, terminando esa película con la muerte de Boromir.

### Otras
En 1999, el Teatro Lifeline presentó en Chicago el estreno mundial de Las dos torres, adaptada para el escenario por James Sie y Tarjan Karen, y dirigida por Ned Mochel.
Varios videojuegos adaptan Las dos torres, incluyendo varios juegos de rol como The Two Towers y otros juegos de consola gráfica.